# Elisabeth Mengel-Stähle
Elisabeth Mengel-Stähle (* 1982 in Sömmerda) ist eine deutsche Politikerin (AfD). Sie ist seit 2025 Abgeordnete des Thüringer Landtags.

## Leben
Mengel-Stähle ist Kauffrau in der Grundstücks- und Wohnungswirtschaft und lebt in Stadtroda. Sie ist verheiratet und hat drei Kinder.

## Politik
Mengel-Stähle ist Mitglied der AfD. Seit 2024 ist sie Mitglied des Kreistags des Saale-Holzland-Kreises.
Bei der Landtagswahl in Thüringen 2024 kandidierte Mengel-Stähle im Wahlkreis Jena I und auf Platz 18 der AfD-Landesliste. Sie verfehlte zunächst den Einzug in den Landtag. Am 26. März 2025 rückte sie über die Landesliste für Torben Braga in den Landtag nach.